# Kärlek och brott
Kärlek och brott är en fransk svart komedifilm från 2013 i regi av Albert Dupontel, med Sandrine Kiberlain och Dupontel i huvudrollerna. Dess franska titel är Neuf mois ferme, som betyder ungefär "Nio månader utan villkorlig frigivning". Filmen handlar om en kvinnlig jurist som blir gravid efter en firmafest utan att minnas någonting; ett DNA-test visar att fadern är en man som tidigare har begått ett groteskt våldsbrott. Dupontel ville ursprungligen göra filmen på engelska, men ändrade sig när han insåg att han då skulle förlora kontrollen över den slutgiltiga klippningen.
Filmen hade fransk biopremiär 16 oktober 2013. Den var en av årets största publikframgångar i Frankrike med 1,9 miljoner besökare. Vid Césarpriset 2014 fick den pris för bästa kvinnliga huvudroll och bästa originalmanus. Den var också nominerad för bästa film, regi, manliga huvudroll och klippning. Den blev nominerad till Lumièrepriset för bästa film, bästa manus och bästa skådespelerska.

## Medverkande
- Sandrine Kiberlain som Ariane Felder
- Albert Dupontel som Bob Nolan
- Philippe Uchan som Bernard
- Nicolas Marié som Trolos
- Bouli Lanners som polis
- Gilles Gaston-Dreyfus som Monsieur De Lime
- Christian Hecq som Édouard
- Philippe Duquesne som Toulate
- Michel Fau som gynekologen
- Yolande Moreau som Bobs mor
- Jean Dujardin som teckenspråkstolk
- Terry Gilliam som Charles Meatson, "famous man-eater"
- Ray Cooper som CNN-journalist
- Gaspar Noé som flintskallig fånge 1
- Jan Kounen som flintskallig fånge 2
- Michèle Bernard-Requin som domstolens ordförande
- Yann léveillé som lakej